# Прованське графство
Прованське графство (фр. Comté de Provence, окс. Comtat de Provença) — феодальне володіння, що постало в 778 році на півдні франкського Бургундського королівства на місці остготського Прованського герцогства. Після розпаду Франкської імперії в 843 році, послідовно перебувало в складі Середнього Франкського королівства, а відтак незалежних Прованського (Нижнього Бургундського) і Арелатського (Другого Бургундського) королівств, Священної Римської імперії і з 1481 року — Французького королівства. Графство займало південну частину історичного регіону Прованс і простягалось від Альп на сході до гирла Рони на заході та від Середземного моря на півдні до басейну річки Дюранс на півночі. В 1051—1220 роках від Прованського графства виділялась територія на північному березі річки Дюранс, як окреме Форкальк'єське графство, що ставало буферною територією між Прованським графством і Прованським маркізатом, що лежав ще північніше.

## Назва
Своєю назвою Прованс зобов'язаний римським часам. Після завоювання Римом між 58 і 51 роками до н.е. трансальпійської Галлії, територія Прованса увійшла до складу Нарбоннської Галлії, нової римської провінції (лат. Provincia) зі столицею в Нарбонні. Латинська назва Provincia з часом перетворилась у назву Proensa прованською мовою. Згодом ця форма еволюціонувала до Provensa і нарешті до Prouvença.

## Історія Провансу до утворення графства

### Прованс під владою вестготів, бургундів та остготів
В V столітті нижня долина Рони в римської Нарбонській Галлії зазнає різноманітних варварських вторгнень. Вестготи й алани пограбували багато міст й доходили аж до Оранжу та Авіньйону. В 418 році більшість земель римської Нарбонської Галлії, зокрема Прованс і Септиманія увійшли в новостворене Вестготське королівство. В 442 році на північному кордоні Прованса постає Бургундське королівство із столицею у В'єнні, який зберігав престиж великого римського міста. Кордон між Вестготським і Бургунським королівством проходив в Провансі по річці Дюранс. Авіньйон і Кавайон на північному березі Дюранс були прикордонними містами Бургундського королівства, тоді як територія південного Прованса від річки Дюранс до Середземного моря зі столицею в Арлі контролюватись Вестготським королівством. В 484 році, після смерті вестготського короля Ейріха, Бургундське королівство ненадовго захопило усю вестготську частину Прованса від Дюранс до морського узбережжя, проте їм довелось повернули її вестготам у 501 році. У 508 році вестготський Прованс у свою чергу захопили остготи і заснували тут герцогство, залежне від сусіднього остготського Італо-Далматинського королівства.
У 534 році франки захопили Бургундське королівство, а 536 році і остготське Прованське герцогство, яке увійшло до складу нового, тепер вже франкського Бургундського королівства. Остготське Прованське герцогство південніше річки Дюранс стало основою майбутнього франкського Прованського графства, тоді як землі бургундського північного Провансу стали в майбутньому франкським Прованським маркізатом.

### Прованс під владою франків
До 739 року регіоном послідовно керував «ректор», потім «патрицій». В VIII столітті мажордом Франкського королівства Карл Мартел у довгому протистоянні переміг патриція Прованського Моронта і його союзників з мавританських Аль-Андалусу та Септиманії і у 736 році остаточно підпорядкував територію Прованського герцогства Франкському королівству.  З цього часу і по 780 рік Провансом керував франкський намісник (missi dominici). З 780 року керівник регіону став титулуватись герцогом. 
У 841 році, коли імператор Лотар I намагався силою підтримати нового короля Аквітанії Піпіна II Молодшего, згідно з Хронікою Св. Максентія, у битві при Фонтенуа герцог Прованський Гверін на чолі провансальців і тулузців переміг Лотаря I і вигнав його з Аквітанії. Гверін вказується як герцог ще у двох документах, зокрема в акті про пожертвування від короля Західної Франкії Карла Лисого.
У 843 році, після розділу франкської імперії за Верденським договором, Прованське герцогство у складі Середнього Франкського королівства було передане Лотарю I. В свою чергу після смерті Лотаря I у 855 році, це Середнє Франкське королівство було розділене між його синами на три частини — Лотаринзьке, Італійське та Прованське королівства. Останнє, що складалось з Нижньої Бургундії і Прованського герцогства дісталось молодшому сину Карлу. Після смерті Карла в 863 році, Прованс був приєднаний до Італійського королівства, а Нижня Бургундія зі столицею у В'єнні — до Лотаринзького королівства Лотаря II. У 869 році Лотарь II помер без законних нащадків і Прованс на короткий період був знову включений до імперських володінь згідно з Мерсенським договором 870 року. Після смерті імператора Людовика II у 875 році, королем Італії було оголошено короля Західної Франкії Карла Лисого.
Граф В'єннський і герцог Ліонський Бозон брав участь у поході Карла II Лисого до Італії. Після коронації в Римі, Карл II надав Бозонові титул герцога, призначивши графом Провансу і віце-королем Італії. В березні того ж року Бозон одружився з Ірменгардою, єдиної донькою померлого короля Італії і імператора Людовика II.

### В складі Прованського (Нижнього Бургундського) королівства (879—933)
У 879 році після смерті сина Карла, короля Людовіка II Заїки, у Західномі Франкському королівстві настав період нвизначеності, а саме королівство була поділене між його синами: Людовик III отримав Нейстрію, а Карломан II — Аквітанію і Бургундію. Граф Бозон став одним з їхніх радників. У тому ж році він ще збільшив свої володіння, отримавши від Т'єррі Підскарбія Отенське графство.
В цей час посилилося невдоволення бургундської знаті і духовенства подіями в королівстві. Вони зібралися 15 жовтня 879 року в замку Мантай (неподалік від В'єнна на Роні) на церковний собор, щоб обрати королем людину, здатну захищати церкву і країну. В результаті було утворене Нижнє Бургундське або Прованське королівство, королем якого було обрано Бозона. До складу нового королівства увійшли володіння Бозона (Прованс, Ліон, В'єнн, Шалон, Макон, Отен), а також єпархії 6 архієпископів і 17 єпископів, які обрали Бозона (Окс, Арль, Отен, Авіньйон, Бон, Безансон, Шалон, Діжон, Женева, Гренобль, Лангр, Лозанна, Ліон, Макон, Марсель, Таренте, Тоннер, Труа, Валанс, Вьенн). Фактично до складу держави Бозона увійшла південна частина колишнього Бургундського королівства, а також Прованс.
Бозон конфліктуував з королями Західної та Східної Франкії з династії Каролінгів. Син Бозона, король Нижньої Бургундії та Італії Людовик в 911 році передав більшу частину влади в Нижньому Бургундському королівстві в руки Гуго Арльського. Гуго став маркграфом Провансу і маркізом В'єнна і переніс столицю до Арля.

### В складі Арелатського королівства (933—1032)
У 888 році, після смерті імператора Карла Товстого, сина Людовика Німецького, Рудольф Осерський, граф Бургундії, заснував Верхнє Бургундське королівство в Сен-Морісі, що включало на північному заході Бургундське графство.
У 933 р. Гуго Арльський поступився Нижньою Бургундією королю Верхньої Бургундії Рудольфу II в обмін на те, що останній відмовився від своїх претензій на італійський престол, який захопив для себе Гуго. Рудольф об'єднав Верхню і Нижню Бургундію, утворивши Арелатське королівство (Арелат). У 937 році Рудольфа змінив його син Конрад I Тихий, а спадкові претензії на Нижню Бургундію з Провансом Гуго Арльського були відхилені за підтримки імператора Оттона I.

## Утворення Прованського графства
У 965 році король Конрад I розділив володіння графа Арльського Ротбальда I між його синами Бозоном та Вільгельмом, надавши їм, відповідно, графства Арль і Авіньйон. Після смерті Вільгельма Бозон II в 967 році об'єднав під своєю владою Арль, Авіньйон і Апт та став засновником Прованського дому. У 968 році Бозон II помер, а його сини Вільгельм I та Ротбальд I розділили вотчину і разом прийняли титули графів Прованських (титул герцога Прованського з 926 року не використовувався).
У 972 році Вільгельм I і Ротбальд I очолили коаліцію прованської знаті щоб остаточно вигнати сарацинів з півдня Провансу і протягом 973 року за допомогою військ маркіза Туринського, Ардуіно Глабро здобули вирішальну перемогу в Туртурі, яка дозволила їм завоювати головну фортецю мусульманського Фраксінета (сьогодні ідентифікується з Ла Гард-Френе) і вигнати мусульман з Прованса.
Ця перемога, досягнута Вільгельмом і Ротбальдом без допомоги їх сюзерена, короля Арелата Конрада, дозволила їм отримати ефективний контроль над Провансом і розподілити відвойовані землі між своїми васалами.
Після цих подій Вільгельм також прийняв титул маркіза Прованса, як вказано в документі, датованому 979 роком, пожертвою № 1042 Cartoulaire de l'abbaye de Saint-Victor de Marseille, том II, зробленому самому абатству, в який Вільгельм називає себе маркізом (рік заснування Прованського маркізата), також підписаний його дружиною, графинею Арсіндою, який був складений в Арлі, куди Гульєльмо переніс свою столицю. Титул маркіз був лише почесним титулом і не відповідав лену, піднесеному до статусу маркізата.
Після смерті Вільгельма 29 серпня 993 року, його брат Ротбольдо II прийняв титул маркіза і керував графством разом із сином Вільгельма I, графом Вільгельмом II.
Нащадки Вільгельма і Ротбольдо, зберігаючи титули графів і маркізів, розділили між собою відповідні території: те, що пізніше буде офіційно визнано Прованським графством, керувалося Вільгельмом II та його нащадками, тоді як Ротбольдо та його нащадки керували територією, яка пізніше буде офіційно визнана Прованським маркізатом.

### В складі імперського Арелату

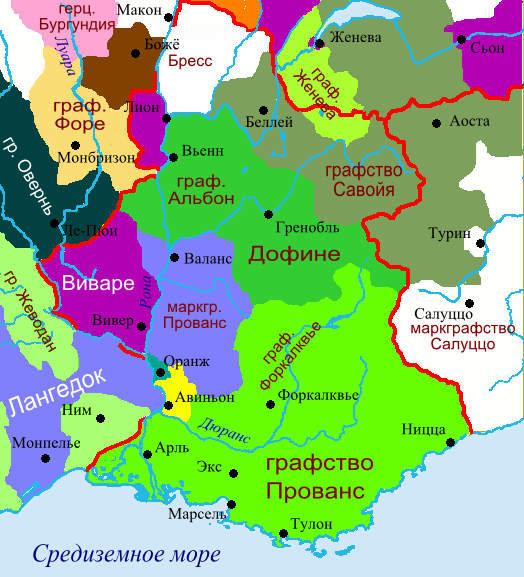
Нижня Бургундія в 1200 році

У 993 році Конрада Тихого змінив його син Рудольф III, який у 1006 році був змушений підписати договір про успадкування своїх володінь на користь майбутнього імператора Священної Римської імперії Генріха II і хоча згодом в 1016 році намагався відмовитись від договору, проте безуспішно. У 1032 році Рудольф III помер без жодного пережившего його спадкоємця і королівство перейшло згідно з договором 1006 року наступнику Генріха, імператору Конраду II із Салічної династії та було включено до складу Священної Римської імперії, хоча і зберегло певний рівень автономії. Хоча з того часу імператори носили титул «король Арелату», мало хто з них фактично коронувався в соборі Арля. Винятком став Фрідріх Барбаросса, що був коронований архієпископом Арля королем Бургундії в 1178 році.
У 1037 році, після смерті маркіза Вільгельма III, який не мав спадкоємців, його сестра Емма, згідно з Notes sur l'Histoire Générale de Languedoc, том IV, перша частина, перейняла від нього титул Маркізи Прованською.
Емма, яка наприкінці X століття вийшла заміж за графа Тулузького, Вільгельма III (970—1037) передала маркізат нащадкам родини Руергів, уже графа Тулузи, які, щоб зберегти її, мусили воювати з нащадками (бозоніди) Вільгельма II, який керував Прованським графством. Коли граф Провансу, Фолько Бертрандо I Прованський, помер у 1051 році, його землі були розділені між його синами Вільямом Бертраном II Вільямом Бертраном Прованським і Гоффредо II Прованським, які успадкували замок Форкальк'є та навколишні феоди, з яких його батько, у документі 659 Cartoulaire de l'abbaye de Saint -Victor de Marseille tom II, якщо він був проголошений власником замку Форкальк'є). Ці феоди були передані нащадкам Гоффредо II.
У 1051 році, після смерті графа Прованського, Фолько Бертрандо I, його землі були розділені між його синами Вільямом Бертраном II і Гоффредо II, які успадкували замок Форкальк'є та навколишні феоди, з яких його батько, у документі 659 Cartoulaire de l'abbaye de Saint -Victor de Marseille tom II, якщо він був проголошений власником замку Форкальк'є). Ці феоди були передані нащадкам Гоффредо II.

### Під владою Барселонського дому

Прованське графство і графство Форкальк'є у складі Священної Римської імперії, Прованський маркізат у складі Французького королівства (кінець XII століття).

У 1113 році графиня Провансу, Дольче I, надала титул і управління графством своєму чоловікові, графу Барселони Раймонду Беренгару III, з дому Барселонсько дому, який почав конфлікт з графами Тулузи за володіння Прованським маркізатом. Конфлікт завершився в 1125 році договором між Раймондом Барселонським та Альфонсо Тулузьким, який встановив, що маркізат був призначений графам Тулузи, тоді як графство було призначено графам Барселони, за винятком графства Форкальк'є, яке залишалося незалежним до 1220 року, коли останній нащадок, графиня Форкальк'є Гарсенда Сабранська, яка вийшла заміж за графа Провансу Альфонсо Арагонського, залишила своє графство своєму синові Раймонду Беренгаріо IV, який був колишнім графом Провансу, він знову возз'єднав графство Форкальк'є з Прованським графством.

### Під владою Анжу-Сицилійської династії Валуа

Прованське графство (включаючи графство Форкальк'є в 1477 році, васал Королівства Франції

У 1245 році, після смерті Раймона Беренгара IV, який мав чотирьох дочок, за його заповітом титули графині Провансу і Форкальк'є перейшли його четвертій доньці Беатрисі. Наступного, 1246 року Беатриса вийшла заміж за брата короля Франції, графа Анжуйського і Менського Карла I, таким чином принісши титул графа Провансу першій Анжуйській династії (Анжу-Капетингам), яка згодом завоювала королівства Сицилії та Неаполя, а також Албанії, Єрусалиму та Ахейське князівство.
У 1382 році, після смерті неаполетанської королеви Джованни, яка не залишила прямих спадкоємців, Прованське графство успадкував її прийомний син Людовик I Анжуйський, син короля Франції Іоанна Доброго. Людовіку I, який був засновником другої Анжуйської династії (Анжу-Валуа), довелося зіткнутися з Карлом III Неаполітанським, нащадком родини Анжу-Сицилійської династії, якому вдалося завоювати Неаполітанське королівство, тоді як у Провансі, після 5 років боротьби, Карл мав поступитися графством Людовику, який втратив лише східну частину (Ніццу та деякі сусідні долини) на користь Савойського графства. Друга Анжуйська династія правила Провансом близько століття, виражаючи великого графа, який увійшов в історію як Добрий король Рене (Bon Roi René), який помер у 1480 році, залишивши титул своєму племіннику, Карлу V Анжуйському, який помер, також не маючи прямих спадкоємців, у 1481 році, і графство було приєднано до королівського домену Французького королівства. Після цього спадкоємці престолу Франції серед інших носили і титул «граф Прованський».
З народження в 1755 році до своєї коронації в 1795 році, титул графа Прованського носив Людовик XVIII, який посів французький престол у результаті Реставрації Бурбонів.